# سینت هنری (مینه‌سوتا)
سینت هنری (به انگلیسی: St. Henry) یک منطقهٔ مسکونی در ایالات متحده آمریکا است که در مینه‌سوتا واقع شده‌است. سینت هنری ۳۰۷٫۸۵ متر بالاتر از سطح دریا واقع شده‌است.